# NGC 5628
NGC 5628 est une galaxie elliptique située dans la constellation du Bouvier. Sa vitesse par rapport au fond diffus cosmologique est de 5 923 ± 15 km/s, ce qui correspond à une distance de Hubble de 87,4 ± 6,1 Mpc (∼285 millions d'al). NGC 5628 a été découverte par l'astronome français Édouard Stephan en 1881.
À ce jour, une mesure non basée sur le décalage vers le rouge (redshift) donne une distance d'environ 94,300 Mpc (∼308 millions d'al). Cette valeur est à l'extérieur des valeurs de la distance de Hubble. Notons que c'est avec la valeur moyenne des mesures indépendantes, lorsqu'elles existent, que la base de données NASA/IPAC calcule le diamètre d'une galaxie et qu'en conséquence le diamètre de NGC 5603 pourrait être d'environ 34,4 kpc (∼112 000 al) si on utilisait la distance de Hubble pour le calculer.